# 뤼시앵 세브
뤼시앵 세브(Lucien Sève, 1926년 12월 9일 ~ 2020년 3월 23일)는 프랑스의 철학자, 공산주의자이자 정치운동가이다. 1950년부터 2010년까지 프랑스 공산당의 당원으로 활동했으며 1969년 저작 《마르크스주의와 인성 이론》(Marxisme et théorie de la personnalité)이 25개 언어로 번역 출간되었다. 2020년 3월 23일 코로나바이러스감염증-19로 사망하였다.